# Kholka
Kholka és una confederació de tribus georgianes en què els representants de l'aristocràcia dels clans van sotmetre's als altres membres de la tribu i se n'asseguraren el poder. Part de la confederació de Deiaéne o Diaochi als segles XI aC i X aC, se'n van separar cap al segle ix aC i van originar un estat que es va dir Còlquida.